# Gemenele
Gemenele è un comune della Romania di 1 848 abitanti, ubicato nel distretto di Brăila, nella regione storica della Muntenia.
Il comune è formato dall'unione di 2 villaggi: Găvani e Gemenele.